# 圣安娜 (尼萨)
圣安娜是葡萄牙波塔莱格雷区的一个堂区。总面积27.28平方公里，总人口445人，人口密度16.3人/平方公里。